# Szűcs Sándor (etnográfus)
Szűcs Sándor (Biharnagybajom, 1903. október 23. – Debrecen, 1982. augusztus 2.) etnográfus, író, múzeumigazgató, a Sárrét tudósa.

## Élete
Szűcs Sándor 1903. október 23-án született Biharnagybajomban, kisnemesi családban.
Elemi iskoláit Bajomban, a polgárit magántanulóként végezte, majd Debrecenben tanult a kereskedelmi középiskolában, később különbözetivel letette a gimnáziumi érettségit is, majd beiratkozott a debreceni tudományegyetemre, ahol elvégezte a földrajz-történelem szakot. Tanulmányait 1930-ban fejezte be.
1930-1935 között a debreceni Egyetemi Földrajzi Intézetében Milleker Rezső professzor mellett volt gyakornok.
Az 1930-as években megismerkedett Györffy Istvánnal is, kihez élete végéig szoros kapcsolat fűzte.
1946-1949 között ő szervezte meg a Sárréti Népfőiskolát, melynek igazgatója is lett Bihartordán, annak megszűnése után pedig a szülői háznál gazdálkodott.
1952-től 1963-ig, nyugdíjba vonulásáig a karcagi Györffy István Nagykun Múzeum igazgatója lett.
Nyugdíjas éveit szülőfalujában töltötte. 
1982. augusztus 2-án Debrecenben érte a halál.
A "három föld" - Sárrét, Kunság, és a Hajdúság - krónikása, az Alföld régi életformáinak (különösen a pásztorok és a pákászok életének), hiedelmeinek néprajzi megörökítője volt.
Gyűjtéseit pályakezdésekor tudományos igényű feldolgozásokban, tanulmányokban adta közre.
Első fontosabb tanulmánya 1933-ban a Debreceni Szemlében jelent meg "A gyékény feldolgozása és eszközei a biharmegyei Sárréten" címen.
Később szemléletet váltva gyűjtött anyagát irodalmi igényű, az egyszerű olvasó számára is élvezetet nyújtó apró történetekké formálta.

## Főbb művei
- A régi Sárrét világa (Budapest, 1942)
- Pusztai krónika. Rajzok a régi Alföld életéből (Budapest, 1946)
- Pusztai szabadok (Budapest, 1957)
- Békési históriák (Gyula, 1959)
- Szól a duda, verbuválnak (Budapest, 1962)
- Betyárok, pandúrok és egyéb régi hírességek (Budapest, 1969)
- Régi magyar vízivilág (Budapest, 1977)
- Tudományos disputa (Békéscsaba, 1980)